# سونغ ملك غوجوسون
الملك جانغهي أو الملك سونغ هو ثاني ملوك غجا جوسون. حكم خلال الفترة الممتدة من 1082 ق.م حتى 1057 ق.م. اسمه الحقيقي هو سونغ (松/송). وخلفه على سدة الحكم سن ملك غوجوسون (Sun Wang).